# Малыш (повесть)
«Малыш» — научно-фантастическая повесть Аркадия и Бориса Стругацких. Входит в цикл о Мире Полудня.

## Сюжет
После того, как на планете Панта возникла угроза глобальной катастрофы, земляне решают переселить пантиан на другую планету. Для этой цели выбирается планета Ковчег, считающаяся необитаемой. Операцией «Ковчег» руководит Михаил Сидоров (Атос), а одной из групп — его друг Геннадий Комов.
Высадившись на этой планете, группа Геннадия Комова, куда входят Стась Попов (от лица которого ведётся повествование), Майя Глумова и Яков Вандерхузе, находит там разбившийся звездолёт членов Группы свободного поиска (ГСП) Александра и Мари Семёновых, потерпевший крушение по непонятной причине. Вскоре выясняется, впрочем, что на корабле было трое людей, и ребёнок Александра и Мари Пьер остался жив и был воспитан аборигенами. В процессе контакта с ним (где особенно отличаются Стась и Майя) группа сталкивается с внутренним разногласием: сторонник теории вертикального прогресса Комов хочет воспользоваться Малышом как мостом к цивилизации Ковчега, не заботясь о последствиях этого для самого Малыша; Майя, наоборот, считает любое вмешательство в судьбу Малыша недопустимым и действует соответствующе.
Все попытки обнаружить аборигенов оказываются безуспешны — люди видят лишь колоссальные многосотметровые структуры, «похожие на усики таракана высотой до неба» — возможно, самих инопланетян или их сооружения, — появление которых сопровождает любую встречу с Малышом, но эти структуры исчезают сразу после окончания сеанса контакта. Точку в разногласиях ставит Леонид Горбовский, решающий свернуть любую, в том числе прогрессорскую деятельность на Ковчеге, в связи с тем, что выясняется: корабль ГСП был сбит искусственным спутником планеты, предположительно, установленным Странниками во избежание какого-либо контакта с замкнутой цивилизацией негуманоидов Ковчега. План переселения на Ковчег пантиан отменяется; Стась остаётся на орбитальной станции и продолжает поддерживать контакт с Малышом как единственный представитель землян.

## История создания и публикации
Замысел повести возник в 1970 году, и первоначальное название было «Операция МАУГЛИ». Борис Стругацкий признавался, что «Малыш» авторам не нравился и был закончен только потому, что его ждал издатель.

Мысль о том, что мы пишем повесть, которую можно было бы и не писать — сегодня, здесь и сейчас, — попортила нам немало крови… Словом, мы невысоко ценили нашего «Малыша», но, иногда перечитывая его, признавались друг другу (в манере Вандерхузе): «А ведь недурно написано, ей-богу, как ты полагаешь?» — и были при этом совершенно честны перед собою: написано было и в самом деле недурно.

Повесть была написана в 1970 году и входит в цикл о Мире Полудня. Публикация состоялась в следующем году в журнале «Аврора».

## Проблематика
В повести авторы говорят о сложности понимания другого человека. Эта аполитичная и отстранённая проблематика вызвала недоумение критики: «зачем и, главное, почему наши крупнейшие фантасты, давным-давно выбравшиеся из пелёнок традиционной космической фантастики, вдруг снова вернулись к прежним своим героям и сюжетам».

## Экранизации
- 1980 год — частично экранизирован в третьем выпуске телепрограммы «Этот фантастический мир».
- 1987 год — «Малыш», телефильм, театральная постановка Центрального детского театра.
- 1994 год — «Неназначенные встречи» (чеш. Nesmluvená setkání), чешский телефильм.

Кроме того, экранизировать повесть планировал режиссёр А. Федорченко, рабочее название фильма — «Космический Маугли».

## Изменения дат
В процессе подготовки 12-томного собрания сочинений Стругацких (издательство «Сталкер», 2000 год) Борис Натанович Стругацкий дал санкцию на изменение датировок в тексте повести по инициативе редакции издательства. Так, 20-й год, 231-й год, 233-й год и 234-й год в тексте повести были заменены на 34-й, 144-й, 147-й и 148-й года соответственно. По воспоминаниям члена группы «Людены» Светланы Бондаренко, которая принимала участие в подготовке собрания сочинений, «…Леонид Филиппов (редактор „Миров братьев Стругацких“), помогавший БНС утверждать или отклонять каждый предложенный вариант, с согласия БНС изменил датировку „Малыша“: перенёс действие всех событий на 86 лет ранее. Вероятно, такова была просьба Сергея Переслегина…»

С аналогичной целью были произведены изменения дат и в тексте повести «Волны гасят ветер».

Тексты, подготовленные для издательства «Сталкер», размещены на официальном сайте братьев Стругацких и с тех пор считаются «каноническими».